# アレックス・デミノー
- アレックス・デミノール
- アレックス・デミニャウル

アレックス・デミノー・ロマン（英語: Alex de Minaur Román [də mɪˈnɔːr], スペイン語: Alex de Minaur Román  [ˈaleɡz ðe miɲaˈuɾ], 1999年2月17日 - ）は、オーストラリア・シドニー出身の男子プロテニス選手。身長183cm、体重69kg。右利き、バックハンド・ストロークは両手打ち。ATPツアーでシングルス10勝、ダブルスでは1勝を挙げている。ATPランキング自己最高位はシングルス6位。ダブルス58位。
スペイン語読みは「デ・ミニャウル」に近い。デミノールやデミナーなどの表記揺れがみられる。

## 選手経歴

### 2015年 プロ転向

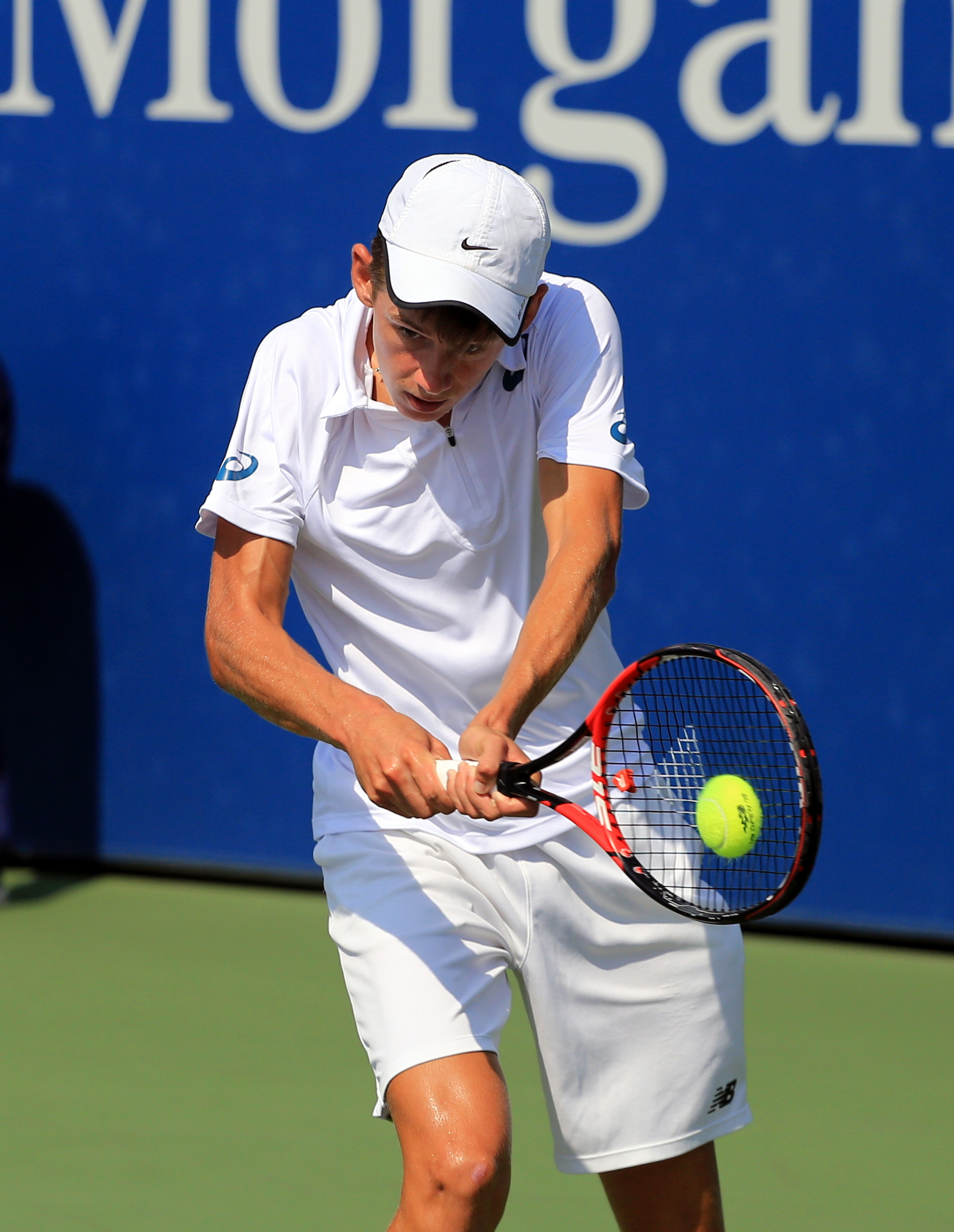
2015年全米オープンジュニアシングルスでのアレックス・デミノー

ジュニア世界ランキングでは自己最高の2位となった。2015年7月にスペインのF22フューチャーズでプロデビューし、準々決勝進出をする。

### 2016年 ATPツアー参戦
2016年全豪オープン男子シングルス予選にはワイルドカードで出場したが、予選1回戦敗退。ジュニア男子ダブルスではブレイク・エリスと組んで優勝を果たした。2016年ウィンブルドン選手権ジュニア男子シングルスでは決勝進出。決勝でデニス・シャポバロフに4-6, 6-1, 3-6で敗れ、準優勝を果たしている。2016年シーズンの大半はスペイン国内のフューチャーズ大会に出場し、2大会で決勝に進出。2016年10月にはエッケンタールの予選から勝ち上がり、ATPチャレンジャーツアーで初めて決勝進出。年間最終ランキングは349位。

### 2017年 グランドスラム初出場
年始のブリスベン国際に出場し、予選でミハイル・ククシュキンとフランシス・ティアフォーを破ってATPツアーで初めて本選に出場したが、1回戦でミーシャ・ズベレフに敗れた。翌週にはシドニー国際に出場し、1回戦で世界46位のブノワ・ペールを破ってATPツアーで初勝利を挙げた。2回戦のアンドレイ・クズネツォフ戦は途中棄権した。全豪オープンではワイルドカードで初めてグランドスラムの本戦に出場。本戦1回戦ではフルセットの末にジェラルド・メルツァーに勝利し、2回戦ではサム・クエリーに敗れた。2月にはローンセストン・チャレンジャーに出場し、1回戦では第1シードの添田豪を破って2回戦に進出した。3月にはBNPパリバ・オープンの予選3回戦で敗れ、チャレンジャーツアーに戻った。
5月の2017年全仏オープンではワイルドカードで出場し、1回戦でロビン・ハーセにスレートで敗れた。6月にはノッティンガム・オープンとイルクレー・チャレンジャーに出場したが、それぞれ1回戦で敗れた。2017年ウィンブルドン選手権では予選2回戦で敗れた。7月にはポルトガルのF11フューチャーズで優勝し、カスティーリャ・イ・レオン・チャレンジャーで決勝に進出した。全米オープンのワイルドカードを得たが、1回戦でドミニク・ティームに敗れた。
9月〜11月にはヨーロッパのチャレンジャー大会に出場し、2大会で準々決勝進出。12月には翌年の2018年全豪オープンのワイルドカードを手に入れた。年間最終ランキングは208位。

### 2018年 トップ50入り

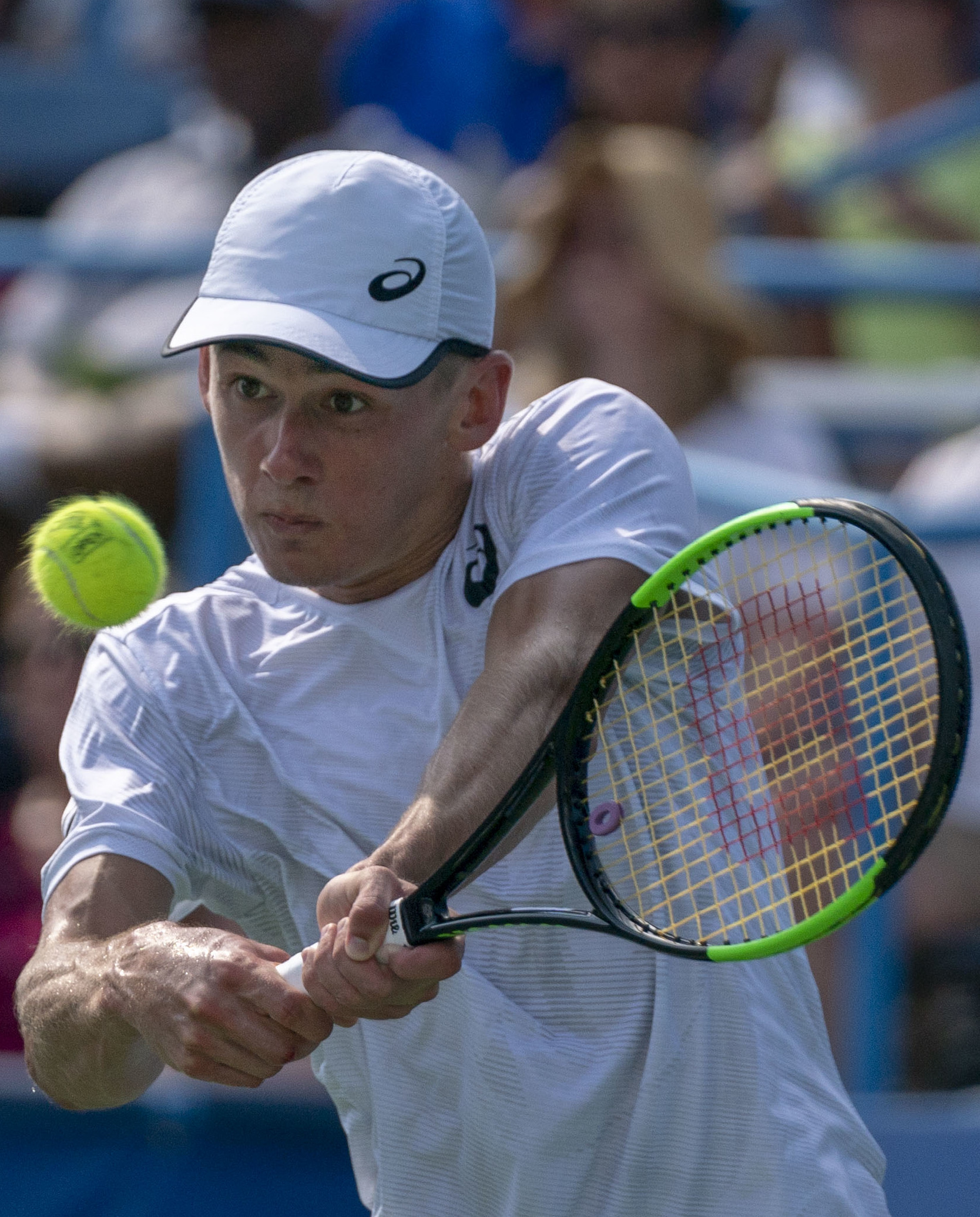
2018年シティ・オープンでのアレックス・デミノー

2018年初頭のブリスベン国際でワールドカードを手にし、1回戦でスティーブ・ジョンソンを破ると、2回戦では世界24位のミロシュ・ラオニッチをストレートで破る金星を挙げた。準々決勝では予選から勝ち上がったマイケル・モーに勝利し、準決勝でライアン・ハリソンに敗れた。2009年に始まったブリスベン国際の歴史において、もっとも低ランクかつもっとも若くしてベスト4となった選手である。つづくシドニー国際ではフェルナンド・ベルダスコ、ダミル・ジュムール、フェリシアーノ・ロペスを立て続けに破り、ATPツアーで2週連続2度目の準決勝に進出した。2005年のラファエル・ナダル以降では、2連続でATPツアーの準決勝に進出したもっとも若い選手である。準決勝ではブノワ・ペールを下し、決勝でダニール・メドベージェフに敗れた。全豪オープンでは1回戦で第19シードのトマーシュ・ベルディハに敗れた。
2018年2月のドイツ代表戦において、18歳でオーストラリア代表としてデビスカップデビューした。5番手で世界5位のアレクサンダー・ズベレフと対戦し、フルセットの末に敗れた。3月のBNPパリバ・オープンでは1回戦に勝利したが、優勝することになるフアン・マルティン・デル・ポトロに2回戦で敗れた。マイアミ・オープンでは予選を突破したが、1回戦で西岡良仁に敗れた。4月には地元アリカンテでのJCフェレーロ・チャレンジャーでチャレンジャーツアー3度目の決勝に進出した。全仏オープンにはワイルドカードで出場したが、1回戦で第16シードのカイル・エドマンドに敗れた。その後にはチャレンジャーツアーで2大会続けて決勝に進出したが、それぞれジェレミー・シャルディーとダニエル・エバンスに敗れた。ウィンブルドン選手権では、1回戦でマルコ・チェッキナートに、2回戦でピエール＝ユーグ・エルベールに勝利したが、3回戦で第1シードのラファエル・ナダルに敗れた。
8月のシティ・オープンではバセク・ポシュピシル、第11シードのスティーブ・ジョンソン、鄭現に勝利。準々決勝ではアンディ・マリーの棄権によって準決勝に進出し、準決勝ではアンドレイ・ルブレフに勝ってATP500シリーズで初めて決勝に進出した。決勝では第1シードのアレクサンダー・ズベレフに敗れたが、世界ランキングをトップ50にまで引き上げた。全米オープンは3回戦ではマリン・チリッチに敗退。年間最終ランキングは31位。

### 2019年 ツアー初優勝 トップ20入り
シドニー国際では準決勝でジル・シモンを下して決勝に進出すると、決勝でアンドレアス・セッピを7-5, 7-6(5)で破り、ツアー初優勝を果たした。全豪オープンでは3回戦でラファエル・ナダルに敗れた。メキシコ・オープンでも準々決勝まで進み、アレクサンダー・ズベレフに敗れた後は怪我の影響もあり、クレーシーズンと芝シーズンは3勝7敗と苦しんだ。

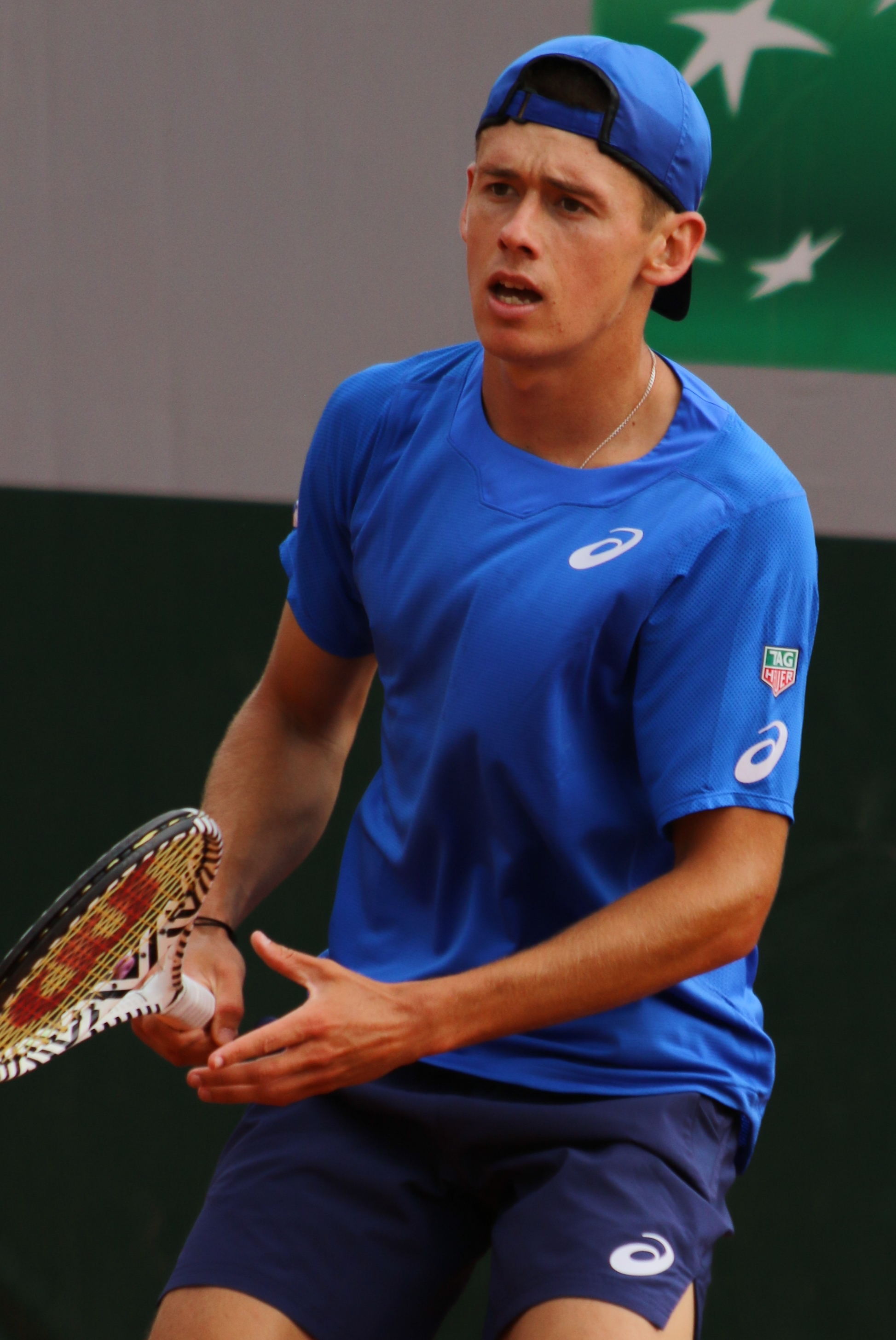
2019年全仏オープンでのアレックス・デミノー

7月のアトランタ・テニス選手権では決勝でテイラー・フリッツを6-3, 7-6(2)で下して2勝目を挙げた。この大会では1度も相手にブレイクポイントを与えない完璧な試合運びを続けた3人目の選手となった。全米オープンでは3回戦で準優勝経験を持つ錦織圭との初対決を6-2, 6-4, 2-6, 6-3で制して自身初のグランドスラム4回戦進出を果たす。4回戦ではグリゴール・ディミトロフにストレートで敗れた。珠海選手権の決勝でアドリアン・マナリノを下してツアー3勝目を挙げた。スイス・インドアでも決勝進出を果たしたが、ロジャー・フェデラーに敗れて、準優勝。ネクストジェネレーション・ATPファイナルではグループステージを突破して、準決勝でフランシス・ティアフォーに勝利して2年連続で決勝進出。決勝ではヤニック・シナーに敗れて、準優勝。年間最終ランキングは18位。

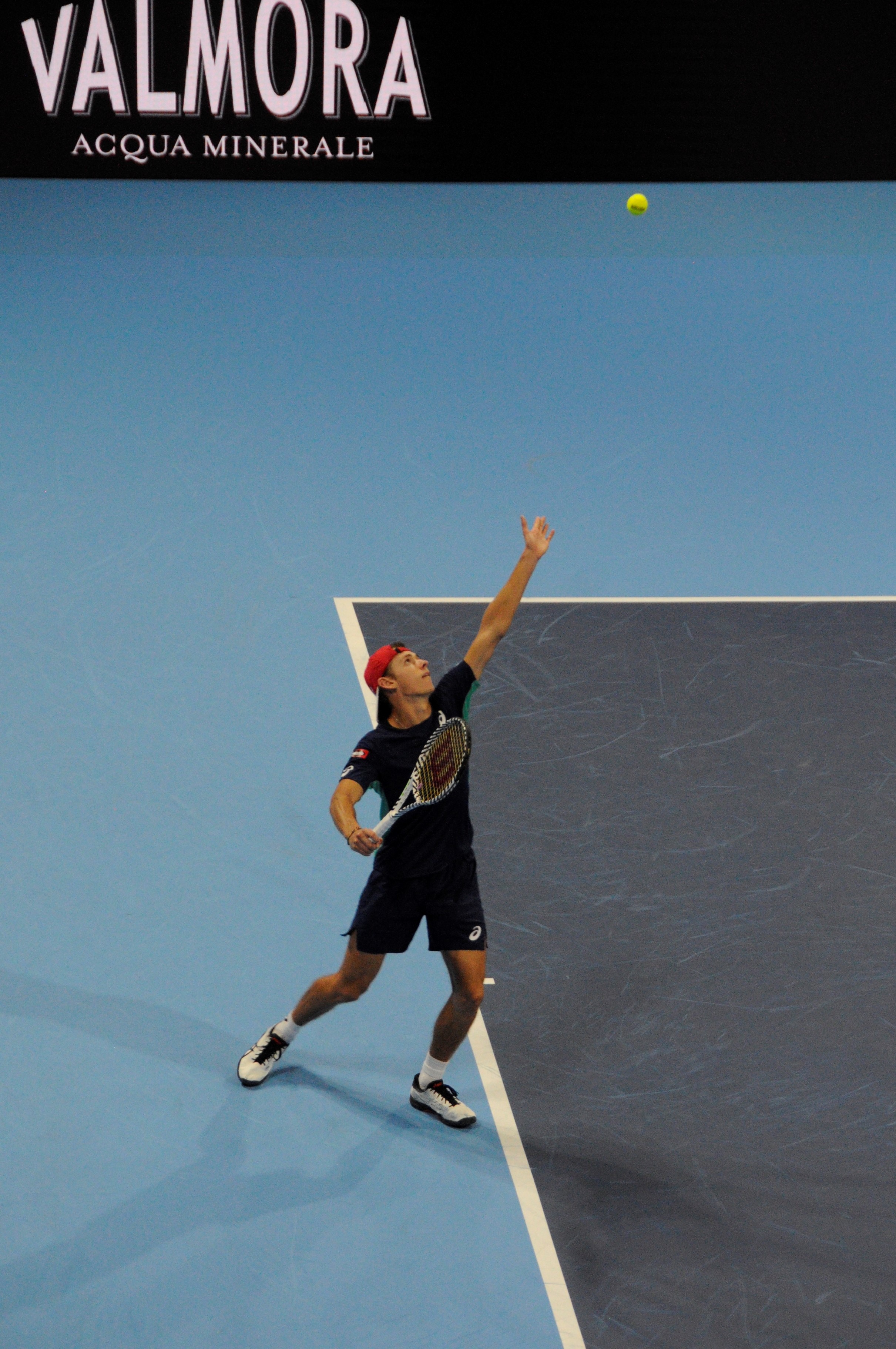
2019年ネクストジェネレーション・ATPファイナルズでのアレックス・デミノー

### 2020年 ATP杯ベスト4 全米ベスト8
ATPカップではオーストリア代表として初出場。ドイツ戦でアレクサンダー・ズベレフ、カナダ戦でデニス・シャポバロフを破り、チームはベスト8入り。準々決勝でのイギリス戦ではダニエル・エバンスにシングルスで敗れたが、ダブルスではニック・キリオスとペアを組み、ジェイミー・マリー/ジョー・ソールズベリー組に勝利し、ベスト4入り。準決勝のスペイン戦ではラファエル・ナダルに敗れた。
怪我の療養ために全豪オープンを欠場。2月の復帰戦のメキシコ・オープンではミオミル・キツマノビッチに初戦敗退。全米オープンでは2回戦でリシャール・ガスケ、3回戦でカレン・ハチャノフ、4回戦でバセク・ポシュピシルらを破り、グランドスラム初のベスト8進出。準々決勝では第2シードのドミニク・ティームに敗れた。全仏オープンではマルコ・チェッキナートに初戦敗退。年間最終ランキングは23位。

### 2021年 ツアー5勝目 トップ15入り
アンタルヤ・オープン決勝では対戦相手であるアレクサンダー・ブブリクが右足首の負傷のために棄権したことでツアー4勝目を挙げた。
ATPカップではロベルト・バウティスタ・アグートとステファノス・チチパスの両試合で敗退。全豪オープンでは3回戦で第16シードのファビオ・フォニーニにストレートで敗れた。
モンテカルロ・マスターズではアレハンドロ・ダビドビッチ・フォキナに初戦敗退。バルセロナ・オープンでは3回戦でチチパスに敗れた。マドリード・オープンでも3回戦でドミニク・ティエムに敗退。ローマ・マスターズでは初戦敗退。全仏オープンでは2回戦でマルコ・チェッキナートに敗れた。
イーストボーン国際の決勝でロレンツォ・ソネゴを破り、ツアー5勝目を挙げ、芝のサーフェスで初タイトルを獲得し、大会後にはトップ15入りを果たした。ウィンブルドン選手権でセバスチャン・コルダに初戦敗退。
全米オープンではテイラー・フリッツに初戦敗退。BNPパリバ・オープンでは4回戦でチチパスに敗れた。年間最終ランキングは34位。

### 2022年 ツアー6勝目 ツアー通算150勝 デビス杯準優勝
全豪オープンでは初の4回戦進出。4回戦では第11シードのヤニック・シナーに6-7(3), 3-6, 4-6のストレートで敗れた。BNPパリバ・オープンでは4回戦でテイラー・フリッツに6-3, 4-6, 6-7(5)で敗れた。マイアミ・オープンでは3回戦でステファノス・チチパスに敗れた。

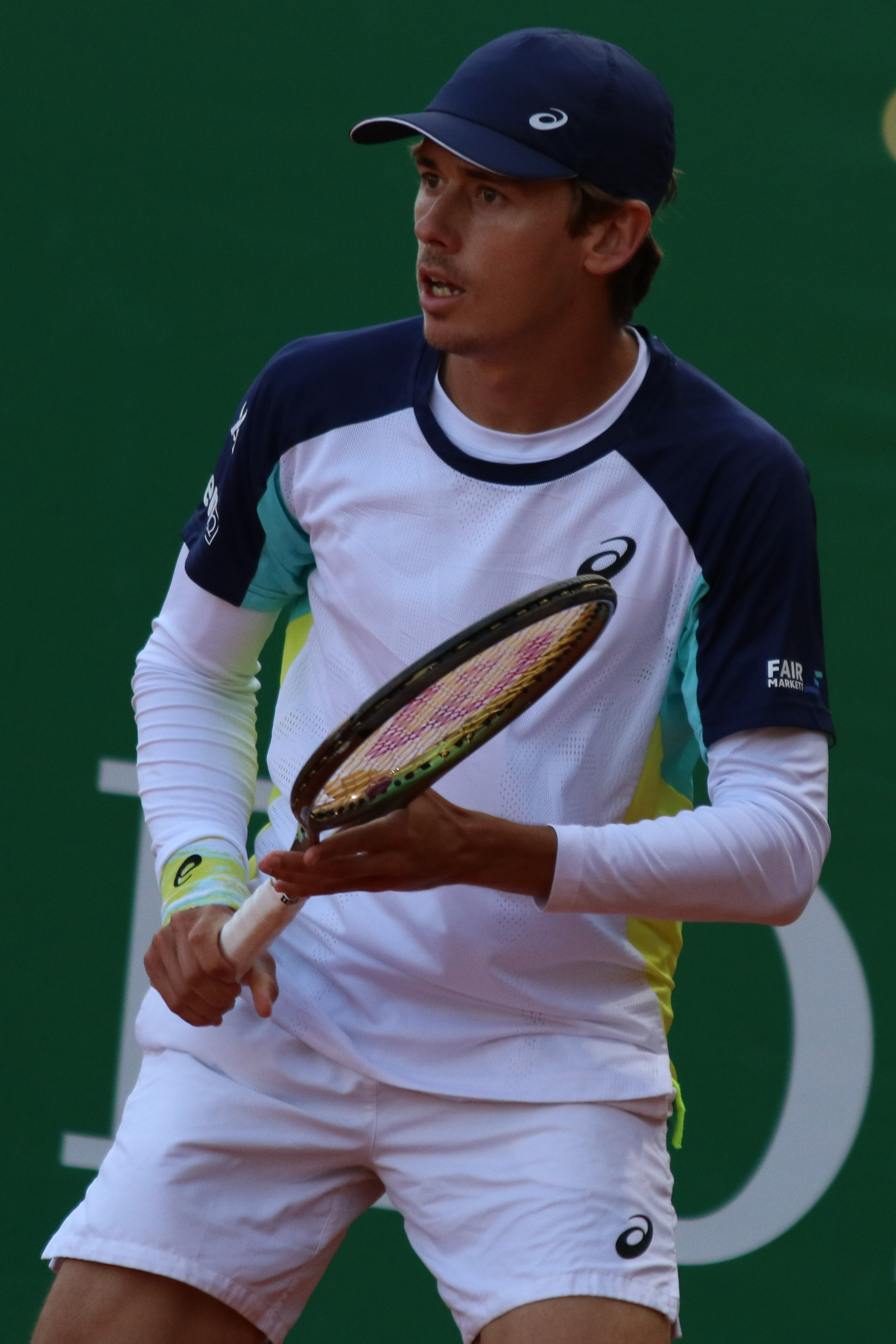
2022年モンテカルロ・マスターズでのアレックス・デミノー

モンテカルロ・マスターズでは2回戦でアンドレイ・ルブレフに敗れた。バルセロナ・オープンではベスト4入り。準決勝でカルロス・アルカラスに7-6(4), 6-7(4), 4-6で敗れた。マドリード・オープンでは2回戦でシナーに敗れた。BNLイタリア国際では3回戦でアレクサンダー・ズベレフに3-6, 6-7(5)のストレートで敗れた。全仏オープンでは1回戦でユーゴ・ガストンに4-6, 6-2, 6-3, 0-6, 6-7(4)のフルセットの末に敗退。
ロスシー国際ではベスト4入りするも、フリッツに敗れた。ウィンブルドン選手権では初の4回戦進出。4回戦ではお互い初のベスト8入りをかけクリスチャン・ガリンと対戦し、2-6, 5-7, 7-6(3), 6-4, 6-7(6)のフルセットの末に敗退。グランドスラム大会2度目のベスト8入りを逃した。
アトランタ・オープンでは決勝でジェンソン・ブルックスビーを6-3, 6-3のストレートで下してツアー6勝目を挙げた。ナショナル・バンク・オープンでは3回戦でキリオスに2-6, 3-6のストレートで敗れた。ウエスタン・アンド・サザン・オープンでは2回戦でフェリックス・オジェ＝アリアシムに3-6, 2-6のストレートで敗退。全米オープンでは1回戦でフィリップ・クライノビッチを7-5, 6-2, 6-3のストレートで破り、2回戦ではガリンを6-3, 6-0, 4-6, 6-2で破り、リベンジを果たした。3回戦で第12シードのパブロ・カレーニョ・ブスタに1-6, 1-6, 6-3, 6-7(5)で敗退。
レーバーカップは世界選抜として参戦。シングルスではアンディ・マリーに5-7, 6-3, 10-7で勝利。ダブルスではジャック・ソックと組み、マッテオ・ベレッティーニ/ノバク・ジョコビッチ組に5-7, 2-6で敗れたが、結果として世界選抜の初優勝に貢献した。
ストックホルム・オープンではベスト4入り。準決勝でホルガ・ルーネに6-4, 6-7(1), 5-7で逆転負けするも、同大会でツアー通算150勝を達成。パリ・マスターズでは2回戦でダニール・メドベージェフに4-6, 6-2, 7-5で勝利。3回戦でフランシス・ティアフォーに3-6, 6-7(5)で敗れた。
デビスカップでは準決勝でクロアチアを下し決勝進出。決勝でカナダに敗れ、準優勝。年間最終ランキングは24位。

### 2023年 マスターズ準優勝 2年連続デビス杯準優勝 ツアー通算200勝
1月、全豪オープンでは第22シードとして出場。前年同様、4回戦まで進出。4回戦では第4シードのノバク・ジョコビッチに2-6, 1-6, 2-6のストレートで敗れた。
2月、ABNアムロ・オープンとオープン13では両大会ともベスト8進出。それぞれ準々決勝でグリゴール・ディミトロフとバンジャマン・ボンジに敗れた。
3月、メキシコ・オープンでは準決勝でホルガ・ルーネを3-6, 7-5, 6-2の逆転で破り、決勝進出。決勝ではトミー・ポール (テニス選手)を3-6, 6-4, 6-1の逆転で下し、ATPツアー500初優勝及びツアー7勝目を挙げた。BNPパリバ・オープンではマートン・フチョビッチに4-6, 2-6のストレートで初戦敗退。マイアミ・オープンではクエンティン・ハリーズに初戦敗退。
4月、モンテカルロ・マスターズでは1回戦でアンディ・マレーを6-1, 6-3のストレートで圧勝するも、2回戦ではヤン＝レナード・ストルフに3-6, 2-6のストレートで敗退。バルセロナ・オープンではベスト8進出。準々決勝ではステファノス・チチパスに4-6, 2-6のストレートで敗れた。
5月、マドリード・オープンでは3回戦でアスラン・カラツェフに3-6, 6-4, 4-6で敗れた。ローマ・マスターズではフチョビッチに3-6, 4-6のストレートで初戦敗退。
6月、全仏オープンでは2回戦でトマス・マルティン・エチェベリーに6-3, 7-6(2), 6-3のストレートで敗退。クイーンズ・クラブ選手権では1回戦でマレーを6-3, 6-1で下して、準々決勝ではアドリアン・マナリノ、準決勝ではホルガ・ルーネを下し、決勝進出。決勝ではカルロス・アルカラスに4-6, 4-6のストレートで敗れ、準優勝。
7月、ウィンブルドン選手権では2回戦でマッテオ・ベレッティーニに3-6, 4-6, 4-6のストレートで敗れた。混合ダブルスの部にも初出場し、3回戦進出。
8月、ロス・カボス・オープンでは決勝進出。決勝ではチチパスに3-6, 4-6のストレートで敗れ、準優勝となったが、その好調さのまま迎えたナショナル・バンク・オープンでは1回戦でキャメロン・ノリーを7-5, 6-4、2回戦ではガブリエル・ディアロを6-4, 7-5、3回戦ではテイラー・フリッツを7-6(7), 4-6, 6-1、準々決勝ではダニール・メドベージェフを7-6(7), 7-5、準決勝ではアレハンドロ・ダビドビッチ・フォキナを6-1, 6-3で下し、ATPマスターズ1000初の決勝進出。決勝ではヤニック・シナーに4-6, 1-6のストレートで敗れ、準優勝を飾った。
9月、全米オープンでは3回戦で第23シードのニコラス・ジャリーを6-1, 6-3, 6-2のストレートで破り、4回戦進出。4回戦では第3シードのダニール・メドベージェフに6-2, 4-6, 1-6, 2-6の逆転で敗れた。チャイナ・オープンでは1回戦でマレーを6-3, 5-7, 7-6(6)で破るも、2回戦ではメドベージェフに6-7(3), 3-6のストレートで敗退するも、大会後には世界ランキング11位を更新した。
10月、上海マスターズではファービアーン・マロジャーンに3-6, 5-7のストレートで初戦敗退。楽天オープンではベスト8進出。準々決勝ではカラツェフに3-6, 2-6のストレートで敗退。
11月、パリ・マスターズでは1回戦でマレーを7-6(5), 4-6, 7-5、(この勝利により、マレーから全サーフェスで勝利を収めた選手となった)、2回戦ではドゥシャン・ラヨビッチを4-6, 6-4, 6-4、3回戦ではシナー(不戦勝)により、初のベスト8進出。準々決勝ではメドベージェフに6-4, 3-6, 1-6で敗れたが、ラヨビッチ戦で勝利を挙げたことでツアー通算200勝目を挙げた。年間最終ランキングは12位。
12月、オーストラリアテニス協会が発表する同国最優秀テニス選手に贈られるニューカム・メダルの2度目の受賞を果たした。2018年に1度受賞しており、今回で5年ぶりの受賞。「この素晴らしい賞を貰えてとても感謝している。素晴らしい1年だった。自分自身にとってだけでなく、オーストラリアのテニス界にとってもね。この賞は子どもの頃から獲りたいと願うものの1つなんだ」とコメントした。

### 2024年 全仏・ウィンブルドン・全米ベスト8 トップ10入り
1月、ユナイテッドカップではアメリカ代表の世界ランキング10位テイラー・フリッツを6-4, 6-2のストレートで破り、チームをベスト8進出に導いた。準々決勝でのセルビア戦では世界ランキング1位のノバク・ジョコビッチを6-4, 6-4のストレートで破る金星を挙げ、オーストラリア代表はベスト4進出。さらに大会後には世界ランキング10位になり、トップ10入りを果たした。オーストラリア人としてはレイトン・ヒューイット以来となる約17年6カ月ぶり11人目となった。全豪オープンでは3年連続で4回戦進出。4回戦では第5シードのアンドレイ・ルブレフに4-6, 7-6(5), 7-6(4), 3-3, 0-6のフルセットの末に敗れ、ベスト8進出を逃した。
2月、ABNアムロ・オープンでは準々決勝で前述のルブレフを7-6(5), 4-6, 6-3で下してリベンジを果たし、そのまま準決勝でグリゴール・ディミトロフを6-4, 6-3で破り、決勝進出。決勝では全豪新王者のヤニック・シナーに5-7, 4-6で屈して準優勝。
3月、アカプルコでの決勝ではキャスパー・ルードを6-4, 6-4で破り、2年連続の優勝を飾り、ツアー8勝目を挙げた。BNPパリバ・オープンでは2回戦でダニエル太郎を6-1, 6-2、3回戦でアレクサンダー・ブブリクを7-5, 6-0のストレートで両試合とも制して、同大会3度目のベスト16入りをするも、4回戦ではアレクサンダー・ズベレフに7-5, 2-6, 3-6の逆転で敗れた。マイアミ・オープンでもベスト16入り。4回戦でファービアーン・マロジャーンに4-6, 6-0, 1-6で敗れた。
4月、モンテカルロ・マスターズでは初のベスト8進出。準々決勝ではノバク・ジョコビッチに5-7, 4-6のストレートで敗れた。バルセロナ・オープンでは復帰明けのラファエル・ナダルを7-5, 6-1のストレートで下すも、2回戦ではアルトゥール・フィスに5-7, 2-6のストレートで敗退。マドリード・オープンではナダルに6-7(6), 3-6のストレートでリベンジされ、初戦敗退。
5月、ローマ・マスターズでは初のベスト16入りするも、4回戦でステファノス・チチパスに1-6, 2-6のストレートで敗れた。
6月、全仏オープンでは第11シードとして出場。これまで同大会に過去7度出場するも1度も2回戦を突破したことがなく、同大会はグランドスラムの中で最も相性の悪い大会となっていたが、順当に駒を進め、初の4回戦進出。そして4回戦で第5シードのダニール・メドベージェフを4-6, 6-2, 6-1, 6-3の逆転で下して同大会初のベスト8進出を果たした。大会後には世界ランキング7位を更新した。準々決勝では第4シードのズベレフに4-6, 6-7(5), 4-6のストレートで敗れた。
芝シーズンとなり、リベマでは第1シードとして出場。準々決勝でミロシュ・ラオニッチを7-5, 6-2 、準決勝ではウゴ・アンベールを7-6(4), 6-3のストレートで下して決勝進出。決勝ではセバスチャン・コーダを6-2, 6-4のストレートで下して、ツアー9勝目を挙げた。大会後には世界ランキング7位を更新した。
7月、ウィンブルドン選手権では第9シードとして出場し、4回戦でフィスを6-2, 6-4, 4-6, 6-3で下して、初のベスト8進出を果たしたが、フィス戦で不関節の負傷したことにより、準々決勝のジョコビッチ戦を前に棄権を余儀なくされた。棄権について「明らかに僕が望んでいない発表です。股関節の怪我、内転筋の末端または内転筋に繋がる繊維軟骨の小さな裂傷のため棄権することになり、とてもショックです」とコメントした。
8-9月、全米オープンでは第10シードとして出場。3回戦でダニエル・エバンスを6-3, 6-7(4), 6-0, 6-0で破り、4回戦ではジョーダン・トンプソンを6-0, 3-6, 6-3, 7-5で下して2020年以来となるグランドスラムベスト8進出を果たした。準々決勝では第25シードのジャック・ドレイパーを3-6, 5-7, 2-6のストレートで敗れ、初のベスト4進出を逃した。
10月、ヨーロピアン・オープンでは第1シードとして出場し、ベスト8進出。準々決勝ではユーゴ・ガストンに3-6, 6-3, 5-7で敗れた。エルステ・バンク・オープンではベスト4進出。準決勝ではカレン・ハチャノフに2-3, 4-6のストレートで敗退。
11月、パリ・マスターズでは2回戦でミオミル・キツマノビッチを6-4, 7-6(5)、3回戦ではドレイパーを5-7, 6-2, 6-3で下し、ベスト8進出。準々決勝ではホルガ・ルーネに4-6, 6-4,  5-7で敗れた。
今季の活躍により、ATPファイナルズに初出場。レースランキング7位で迎えて「イリ・ナスターゼグループ」に割り振られ、シナー（3-6, 4-6）、メドベージェフ（2-6, 4-6）、フリッツ（7-5, 4-6, 3-6）に3戦全敗により、2024年ATPファイナルズをラウンドロビン敗退で終えた。

### 2025年 全豪ベスト8
1月、全豪オープンでは第8シードとして出場。センターコートであるロッド・レーバー・アリーナで全試合を行うこととなる。1回戦でボーティック・ファン・デ・ザンスフルプを6-1, 7-5, 6-5、2回戦ではトリスタン・ボイヤーを6-2, 6-4, 6-3でそれぞれ下して、3回戦では第31シードのフランシスコ・セルンドロを5-7, 7-6(3), 6-3, 6-3の逆転で破り、4年連続4回戦進出をし、アレックス・ミケルセンを6-0, 7-6(5), 6-3のストレートで破り、大会初のベスト8進出したことで全グランドスラムでベスト8進出を果たした。準々決勝では第1シードのヤニック・シナーに3-6, 2-6, 1-6のストレートで敗れたが「自分を誇りに思える」とコメント。
2月、ABNアムロ・オープンではストレートで決勝進出。決勝ではカルロス・アルカラスに4-6, 6-3, 2-6で敗れ、準優勝を飾った。カタール・エクソンモービル・オープンではベスト8進出するも、準々決勝ではアンドレイ・ルブレフに1-6, 6-3, 6-7(8)の熱戦の末に敗れた。
3月、BNPパリバ・オープンでは2回戦でダビド・ゴファンを6-2, 6-2、3回戦でホベルト・ホルカシュを6-4, 6-0のストレートでそれぞれ破り、4回戦進出するも、フランシスコ・セルンドロに5-7, 3-6のストレートで敗れた。マイアミ・オープンでは3回戦でジョアン・フォンセカを5-7, 7-5, 6-3の逆転で破り、4回戦進出。4回戦ではマッテオ・ベレッティーニに3-6, 6-7(7)のストレートで敗れた。
4月、モンテカルロ・マスターズでは2回戦でトマーシュ・マハーチを3-6, 6-0, 6-3、3回戦でダニール・メドベージェフを6-2, 6-2、準々決勝でグリゴール・ディミトロフを6-0, 6-0のダブルベーグルでベスト4進出を果たした。ATPツアーの準々決勝以降で6-0, 6-0というスコアは2013年6月のゲリー・ウェバー・オープン準々決勝でロジャー・フェデラーがミーシャ・ズベレフを6-0, 6-0のストレートで下して以来となる約12年ぶりの記録となった。これにより、今回更新された世界ランキングで順位を5つ上げて世界ランキング8位に浮上し、2ヵ月ぶりにトップ10に復帰した。準決勝ではロレンツォ・ムゼッティに6-1, 4-6, 6-7(4)の熱戦の末に敗れた。
5月、マドリード・オープンでは2回戦でロレンツォ・ソネゴを6-2, 6-3、3回戦でデニス・シャポバロフを6-3, 7-6(3)でそれぞれ破るも、ムゼッティに4-6, 2-6のストレートで4回戦で敗れた。BNLイタリア国際では4回戦でトミー・ポール (テニス選手) に5-7, 3-6のストレートで敗れた。全仏オープンでは第9シードとして出場。1回戦ではラスロ・ジェレに6-3, 6-4, 7-6(6)のストレートで初戦突破するも、アレクサンダー・ブブリクに6-2, 6-2, 4-6, 3-6, 2-6の2セットアップからのフルセットの末に敗れた。
6月、HSBC選手権ではイジー・レヘチカに4-6, 2-6のストレートで敗れ、初戦敗退となった。
7月、ウィンブルドン選手権では第11シードとして出場し、2年連続4回戦進出するも、4回戦では第6シードのノバク・ジョコビッチに6-1, 4-6, 4-6, 4-6の逆転で敗れた。ムバダラ・シティDCオープンでは7年ぶり2度目の決勝進出。決勝ではアレハンドロ・ダビドビッチ・フォキナを5-7, 6-1, 7-6 (3)の激闘の末に逆転で破り、ツアー10勝を挙げた。これにより、今回更新された世界ランキングで順位を5つ上げて世界ランキング8位に浮上し、2ヵ月ぶりにトップ10に復帰した。

## 人物
スペイン人の母親とウルグアイ人の父親の元、1999年にオーストラリアのシドニーに生まれた。弟が1人、妹が2人いる。5歳までをオーストラリアで過ごし、その後スペインのアリカンテに移ったが、2012年にオーストラリアに戻った。なお、両親は2016年にスペインに戻っている。デミノーは英語・スペイン語・フランス語を話すことができる。
青年期までの大半をスペインで過ごしたが、故郷のオーストラリアに強いつながりを感じていると述べている。2017年にはオーストラリアの『シドニー・モーニング・ヘラルド』紙に対して、「僕はスペインに住んでいたが、常にオーストラリア人だと感じていた。僕らがここに戻ったらすぐにやりたかったことがあるんだ。オーストラリアのためにプレーすること、それが僕のマイライフさ」と述べていた。

## ATPツアー決勝進出結果

### シングルス: 19回（10勝9敗）
| 大会グレード                    |
| グランドスラム (0–0)            |
| ATPファイナルズ (0–0)           |
| ATPツアー・マスターズ1000 (0–1) |
| ATPツアー500 (3–5)              |
| ATPツアー250 (7–3)              |

| サーフェス別タイトル |
| ハード (8–8)         |
| クレー (0–0)         |
| 芝 (2–1)             |

| 結果   | No. | 決勝日         | 大会               | サーフェス    | 対戦相手                             | スコア             |
| ------ | --- | -------------- | ------------------ | ------------- | ------------------------------------ | ------------------ |
| 準優勝 | 1.  | 2018年1月13日  | シドニー           | ハード        | ダニール・メドベージェフ             | 6-1, 4-6, 5-7      |
| 準優勝 | 2.  | 2018年8月5日   | ワシントンD.C.     | ハード        | アレクサンダー・ズベレフ             | 2-6, 4-6           |
| 優勝   | 1.  | 2019年1月12日  | シドニー           | ハード        | アンドレアス・セッピ                 | 7-5, 7-6(7-5)      |
| 優勝   | 2.  | 2019年7月28日  | アトランタ         | ハード        | テイラー・フリッツ                   | 6-3, 7-6(7-2)      |
| 優勝   | 3.  | 2019年9月29日  | 珠海               | ハード        | アドリアン・マナリノ                 | 7-6(7-4), 6-4      |
| 準優勝 | 3.  | 2019年10月27日 | バーゼル           | ハード (室内) | ロジャー・フェデラー                 | 2-6, 2-6           |
| 準優勝 | 4.  | 2020年10月25日 | アントワープ       | ハード        | ウーゴ・アンベール                   | 1-6, 6-7(4-7)      |
| 優勝   | 4.  | 2021年1月13日  | アンタルヤ         | ハード        | アレクサンダー・ブブリク             | 2-0 途中棄権       |
| 優勝   | 5.  | 2021年6月26日  | イーストボーン     | 芝            | ロレンツォ・ソネゴ                   | 4-6, 6-4, 7-6(7-5) |
| 優勝   | 6.  | 2022年7月31日  | アトランタ         | ハード        | ジェンソン・ブルックスビー           | 6-3, 6-3           |
| 優勝   | 7.  | 2023年3月5日   | アカプルコ         | ハード        | トミー・ポール                       | 3-6, 6-4, 6-1      |
| 準優勝 | 5.  | 2023年6月25日  | ロンドン           | 芝            | カルロス・アルカラス                 | 4-6, 4-6           |
| 準優勝 | 6.  | 2023年8月6日   | ロス・カボス       | ハード        | ステファノス・チチパス               | 3-6, 4-6           |
| 準優勝 | 7.  | 2023年8月13日  | トロント           | ハード        | ヤニック・シナー                     | 4-6, 1-6           |
| 準優勝 | 8.  | 2024年2月18日  | ロッテルダム       | ハード (室内) | ヤニック・シナー                     | 5-7, 4-6           |
| 優勝   | 8.  | 2024年3月2日   | アカプルコ         | ハード        | キャスパー・ルード                   | 6-4, 6-4           |
| 優勝   | 9.  | 2024年6月16日  | スヘルトーヘンボス | 芝            | セバスチャン・コルダ                 | 6-2, 6-4           |
| 準優勝 | 9.  | 2025年2月9日   | ロッテルダム       | ハード (室内) | カルロス・アルカラス                 | 4-6, 6-3, 2-6      |
| 優勝   | 10. | 2025年7月28日  | ワシントンD.C.     | ハード        | アレハンドロ・ダビドビッチ・フォキナ | 5-7, 6-1, 7-6(7-3) |

## 成績
略語の説明
| W | F | SF | QF | #R | RR | Q# | LQ | A | Z# | PO | G | S | B | NMS | P | NH |

W=優勝, F=準優勝, SF=ベスト4, QF=ベスト8, #R=#回戦敗退, RR=ラウンドロビン敗退, Q#=予選#回戦敗退, LQ=予選敗退, A=大会不参加, Z#=デビスカップ/BJKカップ地域ゾーン, PO=デビスカップ/BJKカッププレーオフ, G=オリンピック金メダル, S=オリンピック銀メダル, B=オリンピック銅メダル, NMS=マスターズシリーズから降格, P=開催延期, NH=開催なし.
| 大会           | 2016 | 2017 | 2018 | 2019 | 2020 | 2021 | 2022 | 2023 | 2024 | 2025 | 通算成績 |
| -------------- | ---- | ---- | ---- | ---- | ---- | ---- | ---- | ---- | ---- | ---- | -------- |
| 全豪オープン   | LQ   | 2R   | 1R   | 3R   | A    | 3R   | 4R   | 4R   | 4R   | QF   | 18–8     |
| 全仏オープン   | A    | 1R   | 1R   | 2R   | 1R   | 2R   | 1R   | 2R   | QF   | 2R   | 8–9      |
| ウィンブルドン | A    | LQ   | 3R   | 2R   | NH   | 1R   | 4R   | 2R   | QF   | 4R   | 14–6     |
| 全米オープン   | A    | 1R   | 3R   | 4R   | QF   | 1R   | 3R   | 4R   | QF   |      | 18–8     |

※: 2024年ウィンブルドン選手権準々決勝の不戦敗は通算成績に含まない

### 大会最高成績
| 大会                     | 成績 | 年                     |
| ------------------------ | ---- | ---------------------- |
| ATPファイナルズ          | RR   | 2024                   |
| インディアンウェルズ     | 4R   | 2021, 2022, 2024, 2025 |
| マイアミ                 | 4R   | 2024, 2025             |
| モンテカルロ             | SF   | 2025                   |
| マドリード               | 4R   | 2025                   |
| ローマ                   | 4R   | 2024, 2025             |
| カナダ                   | F    | 2023                   |
| シンシナティ             | 3R   | 2019                   |
| 上海                     | 3R   | 2018                   |
| パリ                     | QF   | 2023, 2024             |
| オリンピック             | A    | 出場なし               |
| デビスカップ             | F    | 2022, 2023             |
| ATPカップ                | SF   | 2020                   |
| ユナイテッド・カップ     | SF   | 2024                   |
| Next Gen ATPファイナルズ | F    | 2018, 2019             |